# Fédération autrichienne de basket-ball
La Fédération autrichienne de basket-ball ou ÖBV, (Österreichischer Basketball Verband) est une association, fondée en 1934, chargée d'organiser, de diriger et de développer le basket-ball en Autriche.
L'ÖBV représente le basket-ball auprès des pouvoirs publics ainsi qu'auprès des organismes sportifs nationaux et internationaux et, à ce titre, l'Autriche dans les compétitions internationales. Elle défend également les intérêts moraux et matériels du basket-ball autrichien. Elle est affiliée à la FIBA depuis 1934, ainsi qu'à la FIBA Europe.
L'ÖBV organise également le championnat national.